# سيول إن آه
سيول إن آه (هانغل:설인아)؛ هي ممثلة من كوريا الجنوبية بدأت مسيرتها الفنية عام 2015. ظهرت لأول مرة في مسلسل المنتجين على قناة كي بي إس 2 بدور ثانوي.

## النشأة
تخرجت سيول اين أه من معهد سيول للفنون حيث تخصصت في التمثيل.

## فيلموغرافيا

### مسلسلات تلفزيونية
| عام       | عنوان                     | الدور                                | قناة البث    |
| --------- | ------------------------- | ------------------------------------ | ------------ |
| 2015      | المنتجون                  | معجبة ساندي (فقط ح10)                | كي بي إس 2   |
| 2016      | زهور السجن                | سيدة المحكمة هان                     | إم بي سي     |
| 2017      | المرأة القوية دو بونغ سون | جو هي جي                             | جاي تي بي سي |
| 2017      | المدرسة 2017              | هونغ نام جونغ                        | كي بي إس 2   |
| 2018      | مشمس مرة أخرى غدا         | كانغ ها نوي / هان سو جيونغ           | كي بي إس 1   |
| 2019      | مفتش العمل الخاص          | جو مال سوك                           | إم بي سي     |
| 2019–2020 | حب جميل، حياة رائعة       | كيم تشونغ أه                         | كي بي إس 2   |
| 2020      | ذكريات الشباب             | جونغ جي آه هاي جون صديقة جون السابقة | تي في ان     |
| 2020–2021 | لا تلمس الأميرة           | جو هوا جين                           | تي في ان     |
| 2022      | مكتب اللقاء الأعمى        | جين يونغ سيو                         | إس بي إس     |
| 2023      | الواحة                    | أوه جيونغ جين                        | كي بي إس 2   |
| 2023      | بطيخة متلألئة             | سي-جيونغ                             | تي في ان     |

## جوائز والترشيحات
| عام  | جائزة                                         | الفئة                                                   | العمل               | نتيجة        | المرجع. |
| ---- | --------------------------------------------- | ------------------------------------------------------- | ------------------- | ------------ | ------- |
| 2017 | حفل توزيع جوائز إم بي سي الترفيهية السابع عشر | جائزة الصاعد لإناث في فئة العروض / سيت كوم              | قسم التلفزيون       | فوز          | [ 8 ]   |
| 2018 | جوائز كي بي إس الدرامية                       | أفضل ممثلة جديدة                                        | مشمس مرة أخرى غدا   | فوز          | [ 9 ]   |
| 2019 | جوائز بيكسانغ 55 للفنون                       | أفضل ممثلة جديدة (تلفزيون)                              | مشمس مرة أخرى غدا   | رشح          | [ 10 ]  |
| 2019 | جوائز ام بي سي دراما                          | أفضل ممثلة مساعدة في مسلسل قصير من الاثنين إلى الثلاثاء | مفتش العمل الخاص    | رشح          | [ 11 ]  |
| 2019 | جوائز كي بي إس الدرامية                       | جائزة التميز، ممثلة في مسلسل درامي                      | حب جميل، حياة رائعة | فوز          | [ 12 ]  |
| 2019 | جوائز كي بي إس الدرامية                       | ممثلة، جائزة مستخدم الإنترنت                            | حب جميل، حياة رائعة | رشح          | [ 12 ]  |
| 2019 | جوائز كي بي إس الدرامية                       | جائزة أفضل ثنائي مع كيم جاي يونغ                        | حب جميل، حياة رائعة | رشح          | [ 12 ]  |
| 2020 | 7 جوائز نجمة آبان                             | جائزة التميز ممثلة في مسلسل الدراما                     | حب جميل، حياة رائعة | قيد الانتظار | [ 13 ]  |

## روابط خارجية
- سيول إن آه على موقع IMDb (الإنجليزية)
- سيول إن آه على موقع ألو سيني (الفرنسية)
- سيول إن آه على موقع قاعدة بيانات الفيلم (الإنجليزية)
- سيول إن أه على OUI Entertainment